# Gran Teatre de Luxemburg
El Grand Théâtre de Luxembourg (Gran Teatre de Luxemburg), inaugurat en 1964 com a Théâtre Municipal de la Ville de Luxembourg (Teatre Municipal de la Vila de Luxemburg), és el principal teatre de la ciutat de Luxemburg per a espectacles d'art dramàtic, òpera i ballet. El teatre va ser renovat entre 2002 i 2003 resultant en substancials millores en tecnologia escènica, acústica i equips d'il·luminació.

## Història
Des de 1869, el principal teatre de Luxemburg capital havia estat el Teatre dels Caputxins localitzat prop del centre històric. Al desembre de 1958, quan un edifici pròpiament dissenyat es va convertir en necessitat, es va convocar un concurs amb vista a completar les obres de construcció per a les celebracions del mil·lenni de 1963. El guanyador va ser Alain Bourbonnais, un arquitecte parisenc. Les obres van començar el 1959 i el teatre va ser inaugurat festivament el 15 d'abril de 1964.
Amb el pas dels anys, es va tornar cada vegada més difícil complir amb les necessitats escèniques de les companyies en gira. Els requisits de seguretat també exigien una millora i l'amiant havia de ser retirat. El treball es va encarregar a Kurt Gerling i Werner Arendt de Gerling + Arendt Planungsgesellschaft mbH de Berlín. L'edifici va ser equipat amb modernes instal·lacions i instruments tècnics, satisfent els requeriments europeus quant a tecnologia escènica i gestió de l'edifici mentre que l'arquitectura distintiva de l'edifici original es va mantenir intacta.

## Configuració actual

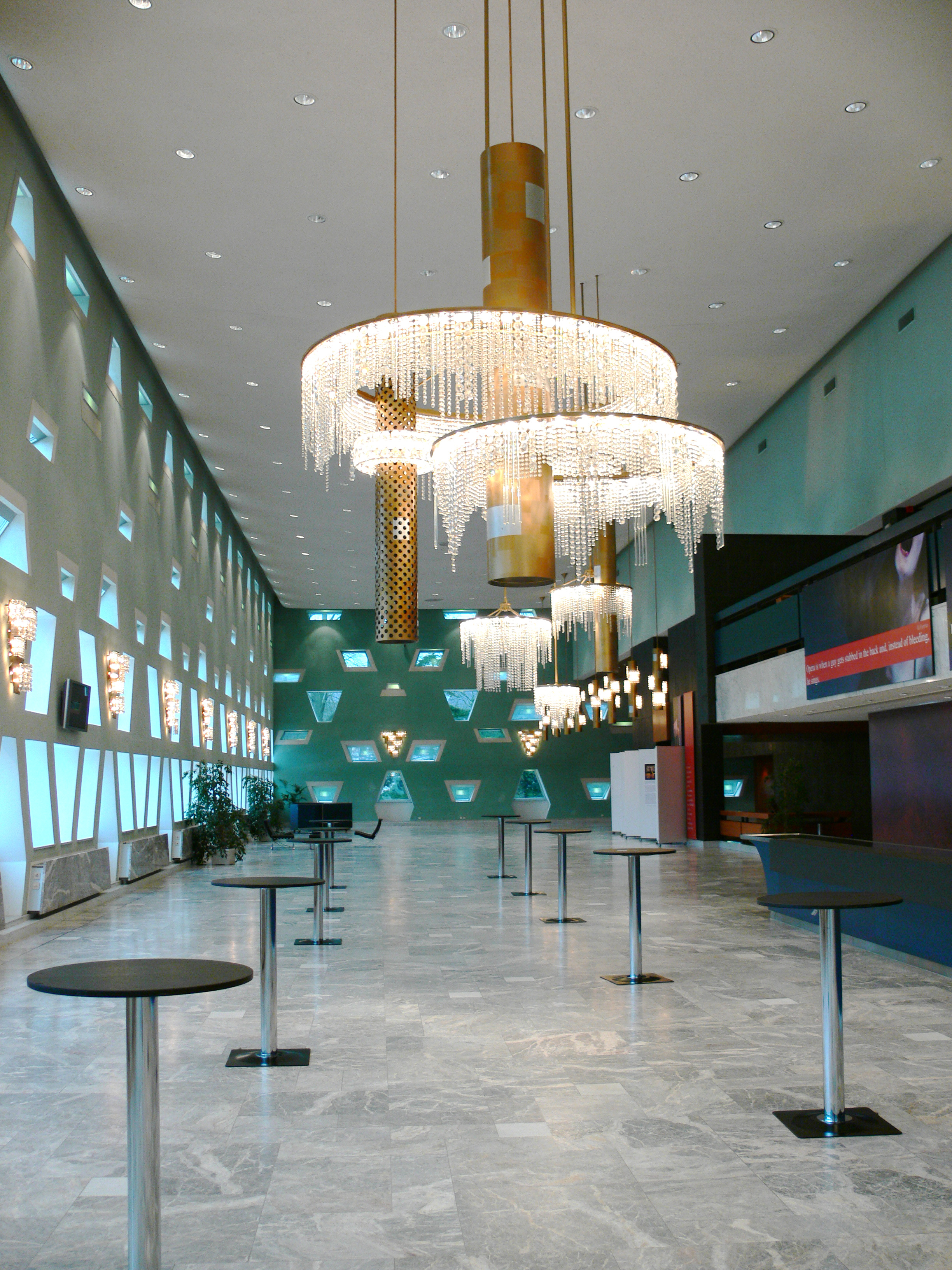
El vestíbul superior.

El teatre compta amb dos auditoris: el teatre principal amb 943 localitats, i l'estudi amb 400 localitats que pot ser compartimentalizat. Compta també amb un aparcament subterrani amb més de 450 places. S'ha instal·lat un guarda-roba millorat en el vestíbul inferior mentre que s'han afegit un bar i accessoris al vestíbul superior.

## Col·laboracions i actuacions
Amb capacitat d'acollir produccions de gran format d'òpera, teatre i ballet, el Gran Teatre és un dels llocs d'actuació més sofisticats d'Europa. En anys recents, la col·laboració s'ha estès a la English National Opera, el Barbican Centre, el Royal National Theatre i el Deutsches Theater de Berlín. Hi ha hagut coproduccions amb el Teatre Real de la Moneda a Brussel·les, el Wooster Group de Nova York i el Teatre Nacional de l'Opéra-Comique de París. Les companyies de dansa visitants inclouen al Nederlands Dans Theater, Anne Teresa De Keersmaeker, i la companyia Michael Clark. El teatre ha acollit en dues ocasions el Festival de la Cançó d'Eurovisió, el 1973 i de nou el 1984.